# Diana Ana Maria Ion
Diana Ana Maria Ion (Bucarest, 27 novembre 2000) è una triplista rumena.

## Biografia
Dopo diversi podi e altre ottime prestazioni nelle categorie under 18, under 19 e under 23 a livello nazionale e internazionale, nel 2023 conquista la medaglia di bronzo nel salto triplo ai campionati balcanici di atletica leggera di Kraljevo e ai Giochi della Francofonia di Kinshasa, mentre ai campionati mondiali di Budapest non riesce ad approdare in finale dopo i turni di qualificazione.
Nel 2024, dopo essersi classificata quinta ai campionati balcanici di Istanbul, raggiunge la nona posizione in classifica, sempre nel salto triplo, ai campionati mondiali indoor di Glasgow, mentre ai campionati europei di Roma 2024 si classifica quinta. Nel 2025 conquista la medaglia d'argento agli europei indoor di Apeldoorn.

## Progressione

### Salto in lungo
| Stagione | Misura    | Luogo       | Data      | Rank. Mond. |
| -------- | --------- | ----------- | --------- | ----------- |
| 2023     | 6,27 m    | Craiova     | 9-7-2023  | 279ª        |
| 2022     | 6,19 m    | Craiova     | 26-6-2022 | 378ª        |
| 2021     | 6,16 m(i) | Bucarest    | 6-2-2021  | 417ª        |
| 2020     | 6,07 m    | Cluj-Napoca | 23-8-2020 | 411ª        |
| 2019     | 6,07 m    | Pitești     | 22-6-2019 | 627ª        |
| 2018     | 5,97 m    | Cluj-Napoca | 3-6-2018  | 805ª        |
| 2017     | 6,01 m    | Pitești     | 2-7-2017  | 649ª        |
| 2016     | 6,35 m    | Pitești     | 19-6-2016 | 172ª        |
| 2015     | 5,89 m(i) | Bucarest    | 22-2-2015 | 981ª        |
| 2014     | 5,28 m    | Bucarest    | 11-5-2014 | –           |

### Salto triplo
| Stagione | Misura     | Luogo       | Data      | Rank. Mond. |
| -------- | ---------- | ----------- | --------- | ----------- |
| 2024     | 14,23 m    | Roma        | 9-6-2024  |             |
| 2023     | 14,16 m    | Craiova     | 8-7-2023  | 26ª         |
| 2022     | 13,55 m    | Craiova     | 25-6-2022 | 103ª        |
| 2021     | 13,68 m(i) | Bucarest    | 5-2-2021  | 75ª         |
| 2020     | 13,39 m    | Cluj-Napoca | 4-9-2020  | 99ª         |
| 2019     | 13,20 m    | Pitești     | 11-5-2019 | 214ª        |
| 2018     | 13,03 m(i) | Bucarest    | 24-2-2018 | 274ª        |
| 2017     | 12,94 m    | Pitești     | 1-7-2017  | 296ª        |
| 2016     | 12,58 m    | Pitești     | 18-6-2016 | 510ª        |

## Palmarès
| Anno | Manifestazione              | Sede        | Evento         | Risultato      | Prestazione | Note                          |
| ---- | --------------------------- | ----------- | -------------- | -------------- | ----------- | ----------------------------- |
| 2016 | Campionati balcanici        | Pitești     | Salto in lungo | 13ª            | 5,81 m      |                               |
| 2016 | Campionati balcanici U18    | Kruševac    | Salto in lungo | Argento        | 6,07 m      |                               |
| 2016 | Campionati balcanici U18    | Kruševac    | Salto triplo   | Bronzo         | 12,56 m     |                               |
| 2016 | Europei U18                 | Tbilisi     | Salto in lungo | Qualificazione | 5,60 m      |                               |
| 2016 | Europei U18                 | Tbilisi     | Salto triplo   | 6ª             | 12,47 m     |                               |
| 2016 | Mondiali U20                | Bydgoszcz   | Salto in lungo | 13ª (q)        | 5,76 m      |                               |
| 2017 | Campionati balcanici U20    | Pitești     | Salto in lungo | Bronzo         | 6,06 m      |                               |
| 2017 | Campionati balcanici U20    | Pitești     | Salto triplo   | Oro            | 12,94 m     |                               |
| 2017 | Mondiali U18                | Nairobi     | Salto in lungo | 8ª             | 5,95 m      |                               |
| 2017 | Mondiali U18                | Nairobi     | Salto triplo   | 8ª             | 12,55 m     |                               |
| 2017 | Europei U20                 | Grosseto    | Salto in lungo | Qualificazione | nm          |                               |
| 2017 | Europei U20                 | Grosseto    | Salto triplo   | Qualificazione | 12,36 m     |                               |
| 2018 | Campionati balcanici U20    | Istanbul    | Salto triplo   | Bronzo         | 12,86 m     |                               |
| 2018 | Mondiali U20                | Tampere     | Salto triplo   | 22ª (q)        | 12,31 m     |                               |
| 2019 | Campionati balcanici U20    | Istanbul    | Salto in lungo | 4ª             | 5,87 m      |                               |
| 2019 | Campionati balcanici U20    | Istanbul    | Salto triplo   | Argento        | 12,88 m     |                               |
| 2019 | Campionati balcanici U20    | Cluj-Napoca | Salto in lungo | Argento        | 5,99 m      |                               |
| 2019 | Campionati balcanici U20    | Cluj-Napoca | Salto triplo   | Bronzo         | 12,82 m     |                               |
| 2019 | Europei U20                 | Borås       | Salto triplo   | 8ª             | 12,60 m     |                               |
| 2020 | Campionati balcanici indoor | Istanbul    | Salto triplo   | 7ª             | 12,86 m     |                               |
| 2020 | Campionati balcanici        | Cluj-Napoca | Salto triplo   | 6ª             | 13,22 m     |                               |
| 2021 | Campionati balcanici indoor | Istanbul    | Salto triplo   | Bronzo         | 13,47 m     |                               |
| 2021 | Campionati balcanici        | Smederevo   | Salto triplo   | 7ª             | 13,15 m     |                               |
| 2021 | Europei U23                 | Tallinn     | Salto triplo   | 6ª             | 13,27 m     |                               |
| 2022 | Campionati balcanici indoor | Istanbul    | Salto in lungo | 4ª             | 6,07 m      |                               |
| 2022 | Campionati balcanici indoor | Istanbul    | Salto triplo   | 8ª             | 13,02 m     |                               |
| 2022 | Campionati balcanici        | Craiova     | Salto triplo   | 8ª             | 13,20 m     |                               |
| 2023 | Campionati balcanici        | Kraljevo    | Salto triplo   | Bronzo         | 13,61 m     |                               |
| 2023 | Giochi della Francofonia    | Kinshasa    | Salto triplo   | Bronzo         | 13,94 m     |                               |
| 2023 | Mondiali                    | Budapest    | Salto triplo   | 22ª (q)        | 13,66 m     |                               |
| 2024 | Campionati balcanici        | Istanbul    | Salto triplo   | 5ª             | 13,47 m     |                               |
| 2024 | Mondiali indoor             | Glasgow     | Salto triplo   | 9ª             | 13,73 m     |                               |
| 2024 | Europei                     | Roma        | Salto triplo   | 5ª             | 14,23 m     |                               |
| 2024 | Giochi olimpici             | Parigi      | Salto triplo   | 13ª (q)        | 14,03 m     |                               |
| 2025 | Europei indoor              | Apeldoorn   | Salto triplo   | Argento        | 14,31 m     | Miglior prestazione personale |
| 2025 | Mondiali indoor             | Nanchino    | Salto triplo   | 9ª             | 13,66 m     |                               |

## Campionati nazionali
- 1 volta campionessa rumena assoluta del salto triplo (2023)
- 1 volta campionessa rumena under 23 del salto in lungo (2019)
- 2 volte campionessa rumena under 20 del salto in lungo (2017, 2019)
- 1 volta campionessa rumena under 20 del salto triplo (2019)
- 1 volta campionessa rumena under 20 del salto in lungo indoor (2019)
- 1 volta campionessa rumena under 20 del salto triplo indoor (2019)
- 1 volta campionessa rumena under 18 del salto in lungo (2016)
- 1 volta campionessa rumena under 18 del salto in lungo indoor (2017)
- 1 volta campionessa rumena under 18 del salto triplo indoor (2017)

2015
- 6ª ai campionati rumeni under 18 indoor, salto in alto - 1,45 m
- Bronzo ai campionati rumeni under 18 indoor, salto in lungo - 5,89 m
- 6ª ai campionati rumeni under 20 indoor, salto in lungo - 5,65 m
- 4ª ai campionati rumeni under 18, salto in lungo - 5,54 m
- 5ª ai campionati rumeni under 20, salto in lungo - 5,33 m

2016
- 6ª ai campionati rumeni assoluti indoor, salto in lungo - 5,88 m
- 4ª ai campionati rumeni under 20 indoor, salto in lungo - 5,87 m
- 4ª ai campionati rumeni under 20 indoor, salto triplo - 12,09 m
- Argento ai campionati rumeni under 18 indoor, salto in lungo - 5,84 m
- Bronzo ai campionati rumeni under 18 indoor, salto triplo - 12,48 m
- Oro ai campionati rumeni under 18, salto in lungo - 6,35 m
- Argento ai campionati rumeni under 18, salto triplo - 12,58 m
- Bronzo ai campionati rumeni under 20, salto in lungo - 5,60 m
- Argento ai campionati rumeni under 20, salto triplo - 12,47 m

2017
- Oro ai campionati rumeni under 18 indoor, salto in lungo - 5,73 m
- Oro ai campionati rumeni under 18 indoor, salto triplo - 12,55 m
- 7ª ai campionati rumeni assoluti indoor, salto in lungo - 5,77 m
- 7ª ai campionati rumeni assoluti indoor, salto triplo - 12,67 m
- Bronzo ai campionati rumeni under 20 indoor, salto in lungo - 5,84 m
- Argento ai campionati rumeni under 20 indoor, salto triplo - 12,81 m
- Oro ai campionati rumeni under 20, salto in lungo - 5,95 m
- Argento ai campionati rumeni under 20, salto triplo - 12,47 m

2018
- 5ª ai campionati rumeni assoluti indoor, salto in lungo - 5,92 m
- 5ª ai campionati rumeni assoluti indoor, salto triplo - 13,03 m
- Bronzo ai campionati rumeni under 20 indoor, salto in lungo - 5,92 m
- Argento ai campionati rumeni under 20 indoor, salto triplo - 13,03 m
- Argento ai campionati rumeni under 20, salto in lungo - 5,91 m
- Argento ai campionati rumeni under 20, salto triplo - 13,02 m
- 7ª ai campionati rumeni assoluti, salto in lungo - 5,83 m
- 6ª ai campionati rumeni assoluti, salto triplo - 12,71 m

2019
- 4ª ai campionati rumeni assoluti indoor, salto in lungo - 5,87 m
- 6ª ai campionati rumeni assoluti indoor, salto triplo - 13,04 m
- Oro ai campionati rumeni under 20 indoor, salto in lungo - 5,92 m
- Oro ai campionati rumeni under 20 indoor, salto triplo - 12,82 m
- Oro ai campionati rumeni under 23, salto in lungo - 6,05 m
- Argento ai campionati rumeni under 23, salto triplo - 12,81 m
- Oro ai campionati rumeni under 20, salto in lungo - 6,07 m
- Oro ai campionati rumeni under 20, salto triplo - 12,98 m
- 4ª ai campionati rumeni assoluti, salto in lungo - 5,98 m

2020
- 6ª a campionati rumeni assoluti di prove multiple indoor, pentathlon pista corta - 3198 p.
- Argento ai campionati rumeni assoluti indoor, salto in lungo - 6,05 m
- 4ª ai campionati rumeni assoluti indoor, salto triplo - 13,14 m
- Argento ai campionati rumeni assoluti, salto in lungo - 5,98 m
- Argento ai campionati rumeni assoluti, salto triplo - 13,39 m

2021
- Argento ai campionati rumeni assoluti indoor, salto in lungo - 6,16 m
- Argento ai campionati rumeni assoluti indoor, salto triplo - 13,68 m
- Argento ai campionati rumeni assoluti di prove multiple indoor, pentathlon pista corta - 3419 p.
- Bronzo ai campionati rumeni assoluti, salto in lungo - 6,05 m
- Bronzo ai campionati rumeni assoluti, salto triplo - 13,02 m
- Argento ai campionati rumeni assoluti, staffetta 4×100 m - 48"30

2022
- Bronzo ai campionati rumeni assoluti indoor, salto in lungo - 6,18 m
- Argento ai campionati rumeni assoluti indoor, salto triplo - 13,49 m
- Bronzo ai campionati rumeni assoluti, salto in lungo - 6,19 m
- Argento ai campionati rumeni assoluti, salto triplo - 13,55 m

2023
- Bronzo ai campionati rumeni assoluti indoor, salto in lungo - 6,24 m
- Argento ai campionati rumeni assoluti indoor, salto triplo - 13,77 m
- Argento ai campionati rumeni assoluti, salto in lungo - 6,27 m
- Oro ai campionati rumeni assoluti, salto triplo - 14,16 m

2024
- Argento ai campionati rumeni assoluti indoor, salto triplo - 13,92 m
- Bronzo ai campionati rumeni assoluti, salto triplo - 14,03 m

## Altre competizioni internazionali
2023
- 5ª in Seconda divisione ai campionati europei a squadre ( Chorzów), salto triplo - 13,44 m